# Liste des monuments historiques protégés en 1854
Cet article recense les monuments historiques français classés en 1854.

## Protections
| Édifice             | Commune | Département | Région    | Protection | Base Mérimée                         | Coordonnées                      | Image |
| ------------------- | ------- | ----------- | --------- | ---------- | ------------------------------------ | -------------------------------- | ----- |
| Église Saint-Martin | Vertus  | Marne       | Grand-Est | classé     | « PA00078889 », notice no PA00078889 | 48° 54′ 29″ nord, 3° 58′ 47″ est |       |